# Lanrelas
Lanrelas település Franciaországban, Côtes-d’Armor megyében. Lakosainak száma 866 fő (2022. január 1.). Lanrelas Éréac, Plumaugat, Sévignac, Trémorel és Merdrignac községekkel határos.

## Népesség
A település népességének változása:
| Lakosok száma | 1234 | 1061 | 916  | 854  | 819  | 820  | 837  | 847  | 852  | 866  |
|               | 1968 | 1982 | 1990 | 2006 | 2013 | 2015 | 2017 | 2019 | 2020 | 2022 |